# Остров Кутово (защитена зона)
Остров Кутово е защитена зона от Натура 2000 по директивата за местообитанията.
Обхваща площ от 118,33 ha в землището на село Кутово, област Видин. припокрива се със защитената местност „Остров Кутово“ и ащитената зона по директивата за птиците „Остров Голя“. Обявена е на 16 април 2015 г. с цел опазване на алувиални гори с черна елша (Alnus glutinosa) и планински ясен (Fraxinus excelsior), които са местообитания на червенокоремна бумка (Bombina bombina), обикновена блатна костенурка (Emys orbicularis), добруджански тритон (Triturus dobrogicus), техните популации и разпространение в границите на зоната, за постигане и поддържане на благоприятното им природозащитно състояние. Също така за подобряване и възстановяване при необходимост на състоянието на алувиалните гори и на местообитания на животинските видове.
В защитената зона се забранява въвеждането на неместни видове.